# Obeidia fuscofumosa
Obeidia fuscofumosa är en fjärilsart som beskrevs av Eugen Wehrli 1939. Obeidia fuscofumosa ingår i släktet Obeidia och familjen mätare. Inga underarter finns listade i Catalogue of Life.